# Cassie Ventura
Casandra Elizabeth Ventura eller endast Cassie, född 26 augusti 1986 i New London, Connecticut, USA, är en amerikansk modell, sångare, dansare och skådespelare. Ventura började modellera som fjortonåring med jobb åt olika lokala varuhus, det amerikanska företaget Delia och Seventeen Magazine. Några år senare träffade hon en musikproducent som uppmuntrade henne att börja ta sånglektioner. Under sitt arbete som modell i New York blev hon bekant Ryan Leslie. I januari 2005 efterfrågade Venturas mor en låt vilket ledde till att hon började arbeta på musik med Leslie. Hennes självbetitlade debutalbum gavs ut av Leslies skivbolag NextSelection i augusti 2006. Albumet föregicks av singeln "Me & U" som snabbt blev en topp-tio hit på amerikanska singellistan.
Ventura har kommit att bli en "modeikon" med en "vass", "feminin" och "sofistikerad" stil. 2015 har hon kontrakt med Wilhelmina Models och One Management. Hon har modellerat för Calvin Klein one och fotograferats för GQ, Bust och varit ansiktet för ASOS vårkollektion 2013. Hon är också känd för samarbeten med Adidas, Abercrombie & Fitch och Clean and Clear. Under inspelningen till Venturas debutalbum blev hon tillsammans med Leslie. Hon avslutade deras relation 2007. I september 2012 bekräftade Ventura att hon varit tillsammans med rapparen och mogulen Sean Combs under en längre tid. I maj 2015 medverkade hon och Combs i en vågad reklam till hans parfym 3 AM som förbjöds att visas i amerikansk TV.

## Tidiga år
Casandra Elizabeth Ventura föddes 26 augusti 1986 i New London, Connecticut. Hennes far har filippinskt påbrå och mor afroamerikanskt, mexikanskt och västindiskt påbrå. Hon studerade på privatskolan The Williams School på Connecticut Collages campusområde. Ventura började modellera som fjortonåring med jobb i Delias modekatalog, Seventeen Magazine och i musikvideon till singeln "Just a Friend 2002" av artisten Mario. Hon träffade musikproducenten Rockwilder som uppmuntrade henne att börja ta sånglektioner och kurser i scenkonst där hon studerade modern balett. Ventura gick ut high school 2004 men istället för att fortsätta studierna vid collage som hennes klasskompisar flyttade hon till New York för att fortsätta modellera och studera vid Broadway Dance Center. Under sin tid i New York fick hon kontrakt med Wilhelmina Models vilket ledde till modellarbete i flera tidningsartiklar.

## Karriär

### Musikaliskt genombrott ochStep Up 2: The Streets(2004–2009)

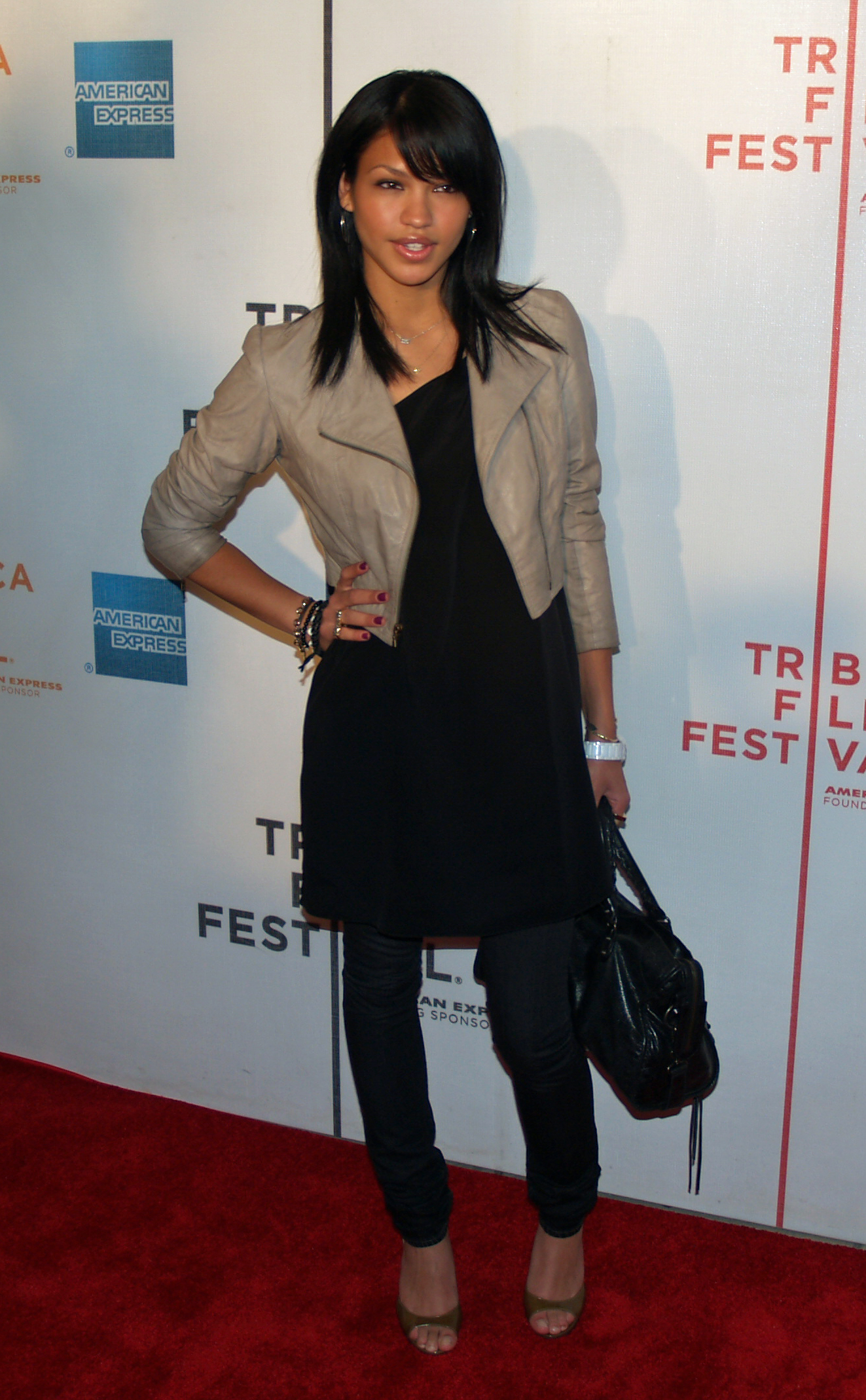
Ventura i april 2007.

Musikproducenten Ryan Leslie stötte på Cassie och såg henne uppträda ett flertal gånger på olika nattklubbar efter att Ventura flyttat till New York. De två skrev och producerade en duett tillsammans vid namn "Kiss Me", som Leslie sedan spelade för Tommy Mottola. Mottola erbjöd Cassie ett marknadsföringskontrakt och Leslie signerade henne till sitt eget skivbolag NextSelection. Leslie skrev och producerade sången "Me & U" under 2005. Sången blev en klubb-hit i Tyskland och fångade intresse hos Diddy. Leslie övertalade honom om att slå ihop hans Bad Boy Records med NextSlection för att kunna ge ut Venturas debutalbum.
"Me & U" släpptes senare som sångerskans ledande singel från hennes kommande självbetitlade debutalbum Cassie den 13 maj 2006. Albumet släpptes den 8 augusti samma år och sålde 321,000 kopior enbart i USA. Medan "Me & U" hade stor framgång på listorna världen över och laddades ner digitalt över en miljon gånger, misslyckades skivans andra singel "Long Way 2 Go" att matcha likartad framgång med en topp-position på plats 97 på den amerikanska musiklistan Billboard Hot 100.
För att marknadsföra debutskivan framträdde Cassie på flera stora musikevents. Däribland på MTV:s Total Request Live. Hennes framträdanden beskrevs dock som "skakiga" och "mindre stabila" men Cassie försvarades av musikproducenten och mentorn Diddy, som sade att det var på grund av hennes bristande erfarenhet och att det inte var någon fråga om hennes förmåga att sjunga. Cassie bemötte själv kritiken på sin Myspace-sida och skrev att hon var medveten om att framträdandena var "ganska dåliga" och att hon "inte hade kommit över sin scenskräck än".
Redan i juli år 2006 hade sångerskan arbetat fram basen för sitt andra studioalbum som hon gav titeln Electro Love. "Titeln reflekterar soundet på skivan. Men ta inte den så bokstavligt. 'Electro' kan betyda house eller techno och det är definitivt ett dansalbum men det är inte dom generna som skivan består av." År 2007 rapporterade MTV News, trots motstridiga rykten, att Cassie inte hade blivit sparkad av sitt skivbolag efter att endast två singlar släppts från hennes första album. Diddy bekräftade att sångerskan för tillfället fortfarande befann sig i studion och jobbade på skivan, främst med artisterna och producenterna Kanye West och Pharrell Williams. Cassie spelade även in låtar med kompositörerna Swizz Beatz, CT, Bryan-Michael Cox och Rodney "Darkchild" Jerkins och förklarade; "Jag samarbetar med en mängd olika producenter och låtskrivare vilket är fantastiskt roligt för mig eftersom jag aldrig fick den chansen när jag jobbade med Leslie."
Den 14 februari 2008 gjorde Cassie sin skådespelardebut i filmen Step Up 2: The Streets och bidrog även till filmens soundtrackalbum, vilket gav singeln "Is It You?". Låten tog sig till en 52:a plats på UK Singles Chart och till en 85:e plats i Kanada, vilket blev sångerskans debut på listorna i det sistnämnda landet. Samma månad skrev Billboard att skivan skulle ges ut i juni år 2008. Det rapporterades också att Cassie inte längre samarbetade med sin tidigare mentor Ryan Leslie. Samtidigt som skivans release-datum flyttades fram klargjorde sångerskan i en intervju att hon kunde tänka sig att återuppta deras arbete. "Official Girl", den ledande singeln från Cassies, vid tidpunkten, kommande skiva gavs ut den 5 augusti 2008. De följande månaderna hade alla inspelade låtar till skivan läckt ut på internet. "Official Girl" misslyckades att ta sig in på några topplistor varav release-datumet för sångerskans skiva flyttades fram till första kvartalet av 2009. I oktober år 2008 cirkulerade rykten i skvallerpressen att Cassie var den senaste medlemmen i R&B-gruppen Danity Kane, men detta förnekades av sångerskan själv. Cassie spelade in en ny ledande singel vid namn "Must Be Love". Balladen gavs ut i april år 2009. Låten hade större framgång än tidigare singel och klättrade till en 42:a plats på USA:s R&B-lista Hot R&B/Hip-Hop Songs. Trots detta fick sångerskan inte sitt material utgivet av sitt skivbolag eftersom över 20 inspelningar till CD:n hade läckt via internet. I augusti hade danspoplåten "Let's Get Crazy" premiär. Låten planerades att ges ut som en ny ledande singel för skivan men då den aldrig tog sig in på någon musiklista märktes låten som en "promosingel" av Cassies skivbolag. Efter flera förseningar lämnade sångerskan sitt dåvarande skivbolag och skrev på för Interscope Records i december år 2009. I oktober år 2010 avslöjade sångerskan att hon fortfarande befann sig i inspelningsstudion och spelade in ny musik. Cassie förklarade att hon ville ge ut låtar som folk skulle respektera och att hon spelat in runt 50 låtar till albumet.

### Senare projekt (2010–framåt)
I december år 2011 avslöjades titeln på Cassies nya singel "King of Hearts". En trailer på singelns musikvideo hade premiär samma månad på Cassies nya hemsida. Trailern gjorde Cassie till en så kallad "twitter-trend" samma dag. Sångerskans flera år försenade andra studioalbum planeras för release i maj år 2012.
[uppföljning saknas]

## Musikalisk stil och image
Som musikartist har Cassie berättat att hon är influerad av en rad artister. Dessa inkluderar Aaliyah, Janet Jackson, Britney Spears, Madonna, Stevie Wonder och drottningen av latino-soul; La Lupe. Hon har refererat sig själv som en "die-hard fan av Jennifer Lopez" och avslöjat; "Jag skulle mer än gärna emulera hennes karriär totalt... Hon är otrolig från hennes dans till röst."
Cassies image har förändras mycket sedan hennes debut år 2005 där hon framställdes som en "vanlig" ung kvinna som skulle vara tilldragande för allmänheten. Vid samma tidpunkt när Cassie uppmärksammades för sina halvtaskiga liveframträdanden förklarade Diddy i en intervju; "Hon blev jättenervös, och det är det som jag gillar med henne- hon är egentligen bara en helt vanlig person". Några år senare skapades stor kontrovers i USA och övriga delar av världen när nakenbilder på sångerskan läckte ut på internet. Situationen eskalerade när Cassie nonchalant svarade på sin twitter att "Det verkar som om någon har hackat min dator, det är verkligen vidrigt och elakt. Men nu kan du sluta bete dig som om du aldrig har sett bröst förut". I april 2009 när den planerade releasen av sångerskans andra studioalbum närmade sig, chockade sångerskan fans och åskådare igen med att raka av sig allt hår på ena sidan av huvudet, något som återigen ådrog sig stor publicitet i skvallerpressen.

## Diskografi
- Cassie (2006)

## Filmografi
| År   | Film                                     | Notering                     |
| ---- | ---------------------------------------- | ---------------------------- |
| 2003 | Barbarian                                | Som 'Harem'                  |
| 2008 | Step Up 2 The Streets                    | Som 'Sophie Donovan'         |
| 2016 | The Perfect Match Honey 3: Dare to Dance | Som 'Eva' Som 'Melea Martin' |